# Sybota osornis
Espèce
Sybota osornis est une espèce d'araignées aranéomorphes de la famille des Uloboridae.

## Distribution
Cette espèce est endémique de la région des Lacs au Chili,.

## Description
Les mâles mesurent de 3,8 à 4,1 mm et la femelle 6,4 mm.

## Étymologie
Son nom d'espèce lui a été donné en référence au lieu de sa découverte, la province d'Osorno.

## Publication originale
- Opell, 1979 : Revision of the genera and tropical American species of the spider family Uloboridae. Bulletin of the Museum of Comparative Zoology, vol. 148, p. 443-549 (texte intégral).